# FGF17
FGF17 (англ. Fibroblast growth factor 17) – білок, який кодується однойменним геном, розташованим у людей на короткому плечі 8-ї хромосоми. Довжина поліпептидного ланцюга білка становить 216 амінокислот, а молекулярна маса — 24 891.
| 10         |  | 20         |  | 30         |  | 40         |  | 50         |
| ---------- |  | ---------- |  | ---------- |  | ---------- |  | ---------- |
| MGAARLLPNL |  | TLCLQLLILC |  | CQTQGENHPS |  | PNFNQYVRDQ |  | GAMTDQLSRR |
| QIREYQLYSR |  | TSGKHVQVTG |  | RRISATAEDG |  | NKFAKLIVET |  | DTFGSRVRIK |
| GAESEKYICM |  | NKRGKLIGKP |  | SGKSKDCVFT |  | EIVLENNYTA |  | FQNARHEGWF |
| MAFTRQGRPR |  | QASRSRQNQR |  | EAHFIKRLYQ |  | GQLPFPNHAE |  | KQKQFEFVGS |
| APTRRTKRTR |  | RPQPLT     |  |            |  |            |  |            |

A: Аланін

C: Цистеїн

D: Аспарагінова кислота

E: Глутамінова кислота

F: Фенілаланін

G: Гліцин

H: Гістидин

I: Ізолейцин

K: Лізин

L: Лейцин

M: Метіонін

N: Аспарагін

P: Пролін

Q: Глутамін

R: Аргінін

S: Серин

T: Треонін

V: Валін

W: Триптофан

Кодований геном білок за функціями належить до факторів росту, білків розвитку. 
Задіяний у такому біологічному процесі, як альтернативний сплайсинг. 
Секретований назовні.